# Phorusrhacos
A Phorusrhacos a madarak (Aves) osztályának kígyászdarualakúak (Cariamiformes) rendjébe, ezen belül a fosszilis gyilokmadarak (Phorusrhacidae) családjába tartozó faj.
Röpképtelen ragadozó életmódú óriásmadarak, amelyek a harmadidőszak során, 26–7 millió évvel ezelőtt élt Dél-Amerikában.
Dél-Amerika füves térségein élt, körülbelül 2,5 méter magas és 130 kilogramm tömegű lehetett, erőteljes lába, csökevényes szárnya és a mai lovaknál is nagyobb feje volt, amely horgas csőrben végződött. Prédái nálánál kisebb emlősök és hüllők lehettek, amelyeket üldözéssel fogott el, majd csőrével és lábujjainak karmaival darabolta fel őket.
Dél-Amerikában ekkoriban nem éltek nagy testű ragadozó emlősök, ezért fejlődhettek ki ilyen jellegű madarak. Kihalásukat valószínűleg a nagy testű ragadozó emlősök, főképp a Smilodon felbukkanása és elterjedése okozhatta. Az első indiánok megérkezésekor már bizonyosan nem éltek.